# Elle Logan
Elle Logan (ur. 27 grudnia 1987 w Portland) – amerykańska wioślarka. Trzykrotna mistrzyni olimpijska. Pięciokrotna medalistka Mistrzostw świata.

## Osiągnięcia
- Igrzyska olimpijskie – Pekin 2008 – ósemka – 1. miejsce.
- Mistrzostwa świata – Poznań 2009 – czwórka bez sternika – 2. miejsce.
- Mistrzostwa świata – Karapiro 2010 – ósemka – 1. miejsce
- Mistrzostwa świata – Bled 2011 – ósemka – 1. miejsce
- Igrzyska olimpijskie – Londyn 2012 – ósemka – 1. miejsce
- Mistrzostwa świata – Amsterdam 2014 – ósemka – 1. miejsce
- Mistrzostwa świata – Aiguebelette-le-Lac 2015 – dwójka bez sternika – 3. miejsce.
- Igrzyska olimpijskie – Rio de Janeiro 2016 – ósemka – 1. miejsce.